# ヴェネツィア・東ローマ戦争 (1172年)
ヴェネツィア・東ローマ戦争は、1172年にヴェネツィア共和国と東ローマ帝国との間で行われた一連の戦いである。東ローマ帝国が勝利をおさめた。

## 経過
ヴェネツィア共和国はかねてより東ローマ帝国から特権を与えられていたが、東ローマ皇帝マヌエル1世コムネノスはピサ、ジェノヴァ、アマルフィにも特権を与えようとしてヴェネツィアとの仲が悪化していった。天然の良港をそろえるダルマチアを東ローマが領有したことも、ヴェネツィアの不快感を増大させた。また、ギリシャ人の反ラテン感情も日増しに強まっていった。
1171年、マヌエル1世はコンスタンティノープル在住のヴェネツィア人の大量検挙を命じた。これによってヴェネツィアと帝国の対立は決定的なものになった。ヴィターレ・ミキエル2世は報復攻撃を命じ、艦隊にギリシャを攻撃させた。ヴェネツィア艦隊はイオニアの島々で戦いが繰り広げられたが、ヴェネツィア艦隊に伝染病が流行したため撤退したところを東ローマ艦隊に攻撃されたため、多くのヴェネツィア艦船が沈んだ。

## その後
戦いは東ローマ帝国の勝利に終わった。その後、ヴェネツィアと帝国は歩み寄りを見せたが、この歩みよりは、エンリコ・ダンドロによる1171年から1172年にかけての両国の衝突における危機対応である。この以前より燻っていた両国のいざこざは1171年3月、コンスタンティノープルでのヴェネツィア人排斥運動に発展し、マヌエル1世は国内にいる何千人ものヴェネツィア人の投獄と財産没収を命令した。
当時のドージェであるヴィターレ・ミキエル2世は怒るヴェネツィア群衆と共にこれに反攻せざるを得ず、ダンドロを含む報復部隊が召集された。しかし、この遠征は東ローマ帝国の勝利となり、疫病の影響もあって1172年に部隊は崩壊、ミキエル2世も敗北に怒るヴェネツィア群衆によって殺されてしまう。
両国は以後10年にわたって国交断絶状態となり、帝国の新しい皇帝アンドロニコス1世の時にようやく国交が回復するが、この時の外交交渉を担ったのがダンドロである。1183年と1184年に、ダンドロは兄弟と共にコンスタンティノープルへ旅立っており、その主な理由はヴェネツィアの賠償金交渉に携わっていたためとされる。具体的にはヴェネツィア復興の1/4を分担賠償させるべく交渉を行い、最終的に皇帝は投獄中のヴェネツィア人を解放し、1/4を賠償金の形で支払うことに合意した。この戦いと1182年のラテン人虐殺は、第4回十字軍の遠因になった。